# Dieter Kemper
Dieter Kemper (Dortmund, 11 de agosto de 1937-Berlim, 11 de outubro de 2018) foi um desportista alemão que competiu para a RFA em ciclismo na modalidade de pista, especialista nas provas de perseguição individual e médio fundo; ainda que também disputou carreiras de estrada.
Ganhou quatro medalhas no Campeonato Mundial de Ciclismo em Pista entre os anos 1965 e 1975.

## Medalheiro internacional
| Campeonato Mundial | Campeonato Mundial              | Campeonato Mundial | Campeonato Mundial         |
| Ano                | Lugar                           | Medalha            | Competição                 |
| ------------------ | ------------------------------- | ------------------ | -------------------------- |
| 1965               | San Sebastián ( Espanha)        | Medalha de bronze  | Perseguição individual (A) |
| 1966               | Frankfurt ( Alemanha Ocidental) | Medalha de bronze  | Perseguição individual (A) |
| 1972               | Marselha ( França)              | Medalha de bronze  | Médio fundo (P)            |
| 1975               | Rocourt ( Bélgica)              | Medalha de ouro    | Médio fundo (P)            |

## Palmarés em pista
- 1963

 campeão da Alemanha em Perseguição
- 1964

 campeão da Alemanha em Perseguição
1º nos Seis dias de Münster (com Horst Oldenburg)
- 1965

 campeão da Alemanha em Perseguição
1º nos Seis dias de Berlim (com Rudi Altig)
1º nos Seis dias de Frankfurt (com Rudi Altig)
- 1966

 campeão da Alemanha em Perseguição
1º nos Seis dias de Münster (com Horst Oldenburg)
1º nos Seis dias de Bremen (com Rudi Altig)
1º nos Seis dias de Colónia (com Rudi Altig)
- 1967

campeão da Europa de médio fundo
1º nos Seis dias de Berlim (com Horst Oldenburg)
1º nos Seis dias de Dortmund (com Horst Oldenburg)
1º nos Seis dias de Melbourne (com Horst Oldenburg)
- 1968

campeão da Europa de Madison (com Horst Oldenburg)
1º nos Seis dias de Melbourne (com Leandro Faggin)
- 1969

campeão da Europa de médio fundo
1º nos Seis dias de Berlim (com Klaus Bugdahl)
1º nos Seis dias de Colónia (com Horst Oldenburg)
1º nos Seis dias de Zurique (com Klaus Bugdahl)
1º nos Seis dias de Milão (com Horst Oldenburg)
- 1970

1º nos Seis dias de Milão (com Norbert Seeuws)
- 1971

campeão da Europa de Madison (com Klaus Bugdahl)
1º nos Seis dias de Münster (com Klaus Bugdahl)
1º nos Seis dias de Dortmund (com Klaus Bugdahl)
1º nos Seis dias de Zurique (com Klaus Bugdahl e Louis Pfenninger)
1º nos Seis dias de Groninga (com Klaus Bugdahl)
- 1972

campeão da Europa de médio fundo
1º nos Seis dias de Groninga (com Klaus Bugdahl)
- 1973

campeão da Europa de médio fundo
1º nos Seis dias de Bremen (com Graeme Gilmore)
- 1974

1º nos Seis dias de Colónia (com Graeme Gilmore)
1º nos Seis dias de Castelgomberto (com Marinho Basso)
- 1975

 Campeão do mundo de médio fundo
campeão da Europa de médio fundo
 campeão da Alemanha de médio fundo
1º nos Seis dias de Dortmund (com Graeme Gilmore)
- 1976

 campeão da Alemanha de médio fundo
1º nos Seis dias de Colónia (com Wilfried Peffgen)
1º nos Seis dias de Copenhaga (com Graeme Gilmore)

## Palmarés em estrada
- 1962

Vencedor de uma etapa da Volta a Alemanha
Vencedor de uma etapa da Volta à Suíça
- 1964

Vencedor de uma etapa dos Quatro Dias de Dunquerque